# خوان مانوئل کاوالو
خوان مانوئل کاوالو (انگلیسی: Juan Manuel Cavallo؛ زادهٔ ۸ دسامبر ۱۹۸۱) بازیکن فوتبال اهل آرژانتین است.